# Стричавка
Стричавка — річка в Україні, в Ужгородському районі Закарпатської області. Права притока Ужа (басейн Дунаю).

## Опис
Довжина річки приблизно 8,5 км. Формується з багатьох безіменних струмків.

## Розташування
Бере початок на південному заході від Стужиці. Тече переважно на південний захід через Стричаву і впадає у річку Уж, ліву притоку Лаборцю. 
Річку перетинає автомобільна дорога Н13.